# KeuPa HT
KeuPa HT – fiński klub hokeja na lodzie z siedzibą w Keuruu.
W 2017 KeuPa HT jako zespół farmerski podjął współpracę z klubem JYP z rozgrywek Liiga.

## Sukcesy
- Złoty medal Suomi-sarja: 2012, 2014
- Brązowy medal Suomi-sarja: 2013
- Złoty medal Mestis: 2018
- Finał Pucharu Finlandii: 2018
- Srebrny medal Mestis: 2019

## Szkoleniowcy
W sezonie 2015/2016 trenerem zespołu był Ville Nieminen.